# Șîmkove, Bârzula
Șîmkove (în ucraineană Шимкове) este un sat în comuna Ananiev din raionul Bârzula, regiunea Odesa, Ucraina.

## Demografie
Componența lingvistică a localității Șîmkove
     Ucraineană (90,29%)
     Rusă (4,96%)
     Română (4,55%)
Conform recensământului din 2001, majoritatea populației localității Șîmkove era vorbitoare de ucraineană (90,29%), existând în minoritate și vorbitori de rusă (4,96%) și română (4,55%).